# Papa Celestin al III-lea
Papa Celestin al III-lea (n. 1106, Roma, Sfântul Imperiu Roman – d. 8 ianuarie 1198, Roma, Sfântul Imperiu Roman), s-a născut cu numele de Giacinto Bobone. A fost ales papă al Romei pe 30 martie 1191 și a deținut această funcție până la moartea sa, pe 8 ianuarie 1198.
Acest papă a confirmat Prepozitura Sibiului printr-un act emis la 20 decembrie 1191. Documentul constituie prima mențiune a cetății Sibiului din Transilvania, sub numele Cibinium.
În anul 1196 a aprobat Ordinul Florensian.

## Anii timpurii
Jacinto s-a născut în familia nobilă Bobone romană, care era o ramură laterală a familiei Orsini. În surse este cunoscut și ca Jacinto Boccardi. A studiat la Paris cu Pierre Abélard, pe care la apărat ulterior la Consiliu în Sens.